# Natani-Nunatak
Der Natani-Nunatak ist ein 1250 m hoher Nunatak im westantarktischen Queen Elizabeth Land. In der Patuxent Range der Pensacola Mountains ragt er 2,5 km nordnordöstlich des Ausläufers des Snake Ridge auf.
Der United States Geological Survey kartierte ihn anhand eigener Vermessungen und Luftaufnahmen der United States Navy aus den Jahren von 1956 bis 1966. Das Advisory Committee on Antarctic Names benannte ihn 1968 nach Kirmach Natani (* 1935), Psychologe und Schlafforscher auf der Amundsen-Scott-Südpolstation im antarktischen Winter 1967.